# Ingrid de Skänninge
Sainte Ingrid de Skänninge (né vers 1240 et morte en 1282) est une religieuse dominicaine et une sainte de l'Église catholique romaine fêtée le 2 septembre. Elle était la petite-fille du roi Knut Ier de Suède par sa mère et la grand-tante de sainte Brigitte.

## L'abbesse et le monastère

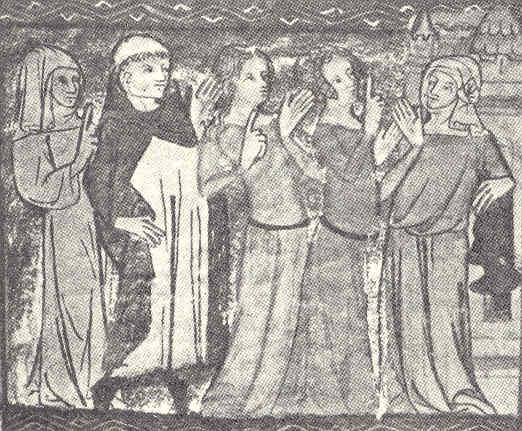
Ingrid de Skänninge en conversation avec deux femmes pieuses, le dominicain Petrus de Dacia et sa sœur Kristina.

Princesse suédoise, Ingrid Elofsdotter entreprit des pèlerinages à Rome et à Saint-Jacques-de-Compostelle au cours de sa vie, et décida à la mort de son mari de se consacrer à Dieu. Elle se lia à l'ordre des dominicains et s'instruisit auprès du moine suédois Petrus de Dacia qui semble l'évoquer dans l'une de ses lettres décrivant la vie ascétique et les expériences mystiques qu'elle aurait connues au sein d'un groupe de femmes, dont sa sœur Kristina, tout en ayant décidé de suivre la règle de saint Benoît. Dans la continuité, elle prépara la fondation d'un couvent et bénéficia de moyens financiers et fonciers que ses deux frères mirent à sa disposition, principalement Johan (Jean) Elofsson, chevalier teutonique.
À la mort de sa sœur, elle accomplit un pèlerinage en Terre sainte, repassa par Rome et obtint l'autorisation du Saint-Siège de fonder en Suède un couvent de religieuses cloîtrées. En 1272, le couvent des dominicaines de Skänninge était fondé et Ingrid en devint officiellement l'abbesse quand il fut inauguré en août 1281 par le roi Magnus III qui délivra un grand nombre de lettres de protection et de privilège pour son implantation. C'était le premier des deux seuls monastères dominicains pour femmes en Suède avant la Réforme. Il est dit qu'elle rédigea une charte pour le pape Martin IV nouvellement élu. 
Décédée le 9 septembre 1282, elle a été très vite considérée comme une sainte lorsque des miracles ont été enregistrés près de sa tombe ou par son intercession. Skänninge a suscité des pèlerinages, ce qui donna au monastère une bonne assise économique. À la fin du Moyen Âge, il était souvent appelé monastère Sainte-Ingrid alors qu'à l'origine il avait pris le nom de Saint-Martin en référence au fondateur des premiers monastères occidentaux.

## Canonisation
En 1405, le processus de canonisation commença et l'évêque de Linköping porta sa cause devant le concile de Constance en 1414. Le processus n'aboutit pas à l'époque, mais il fut réactivé en 1448 et confirmé en 1499. Ses reliques furent solennellement transférées en 1507 en présence du roi et de tous les évêques de Suède  suivant l'ordre qu'avait donné Alexandre VI. À la suite de la Réforme, elles furent translatées à l'abbaye de Vadstena où reposent les reliques de sainte Brigitte de Suède. 
En 1645, son crâne fut volé dans l'église de Vadstena par Antoine de Beaulieu qui croyait qu'il s'agissait de celui de sainte Brigitte. Puis il l'a donné à l'ambassadeur de France Gaspard Coignet de La Thuilerie, qui l'a à son tour placé dans l'église de Courson-les-Carrières en France. En 1959, il a été donné aux Brigittines du Refuge de Marie (nl) à Uden aux Pays-Bas où il a d'abord été exposé comme  celui de sainte Brigitte.